# Pluviale

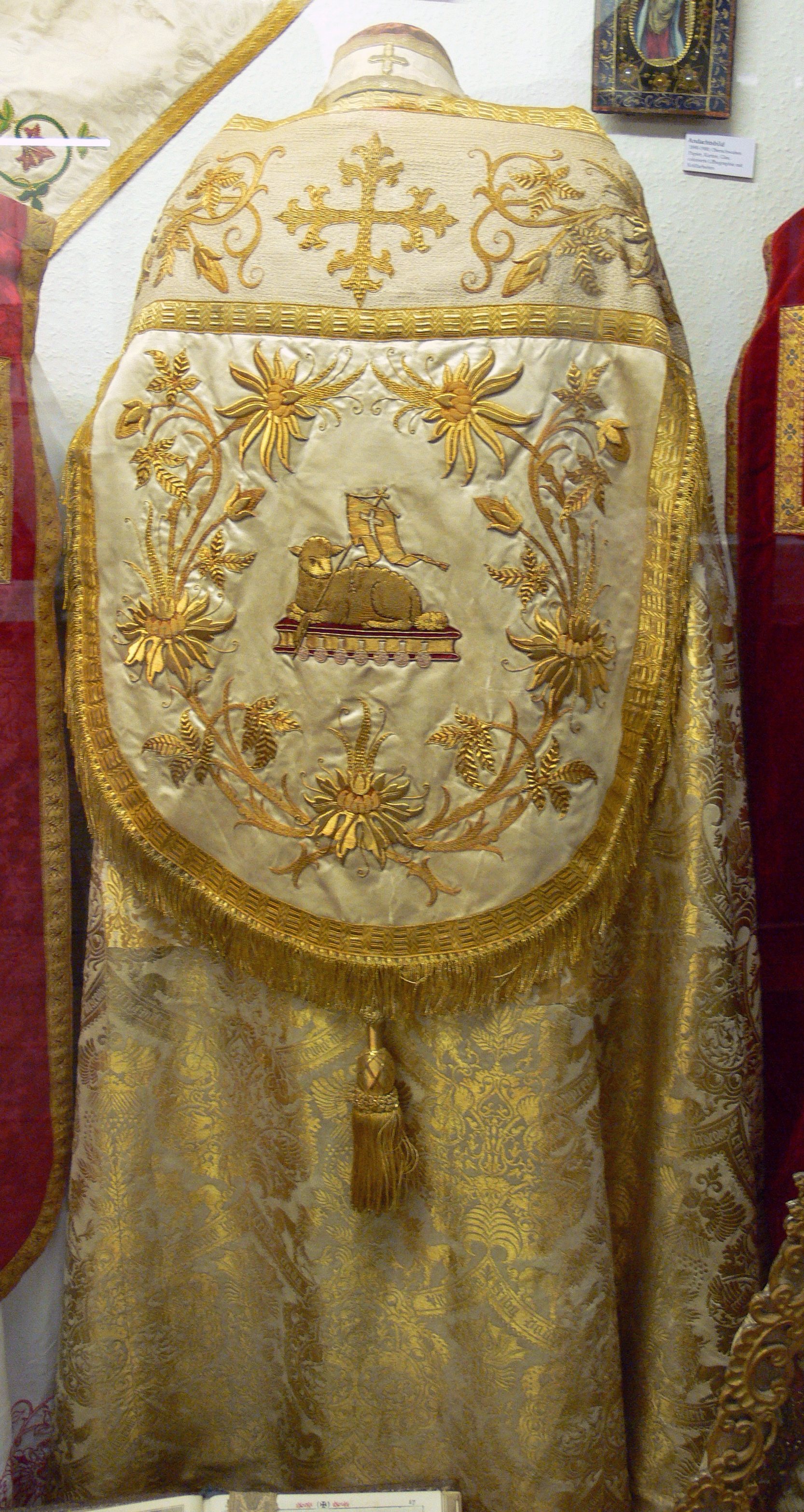
Pluviale uit Oberschwaben, 1910, op de rug gezien

Een pluviale is een Romeins kledingstuk dat als regenmantel werd gedragen. In de Romeinse tijd was het een eenvoudig halfrond stuk textiel met een capuchon aan de achterzijde om het hoofd te bedekken wanneer dat nodig was. In de oudheid had de pluviale, anders dan de toga, geen bijzondere status. De pluviale kon door iedereen gedragen worden om zich tegen regen en sneeuw te beschermen. In de vroege middeleeuwen werd het kledingstuk ontwikkeld tot een specifiek gewaad, een parament in gebruik bij de Rooms-Katholieke Kerk.

## Geschiedenis
Het woord "pluviale" komt uit het Latijn en betekent "regenmantel" (naar pluvia, regen). Dit illustreert hoe de meeste kerkelijke gewaden zijn ontstaan uit de dagelijkse dracht in het Romeinse Rijk. In het middeleeuws Latijn heette het een "cappa". In het Nederlands wordt de door priesters gedragen pluviale meestal koorkap genoemd.
De mantel werd al dan niet met kap of capuchon op reizen gedragen maar vond ook zijn weg naar de liturgie. Het liturgisch gebruik ervan wordt al vermeld in de 8e eeuw, maar kreeg vooral in de 9e eeuw een belangrijke plaats onder de liturgische gewaden, als eigen dracht van de cantor.
Het kledingstuk was al snel geliefd bij pelgrims en het is in de katholieke kerk als parament bewaard gebleven toen het gebruik van de pluviale in de rest van de maatschappij was verdwenen.

## De pluviale van de Duitse keizers

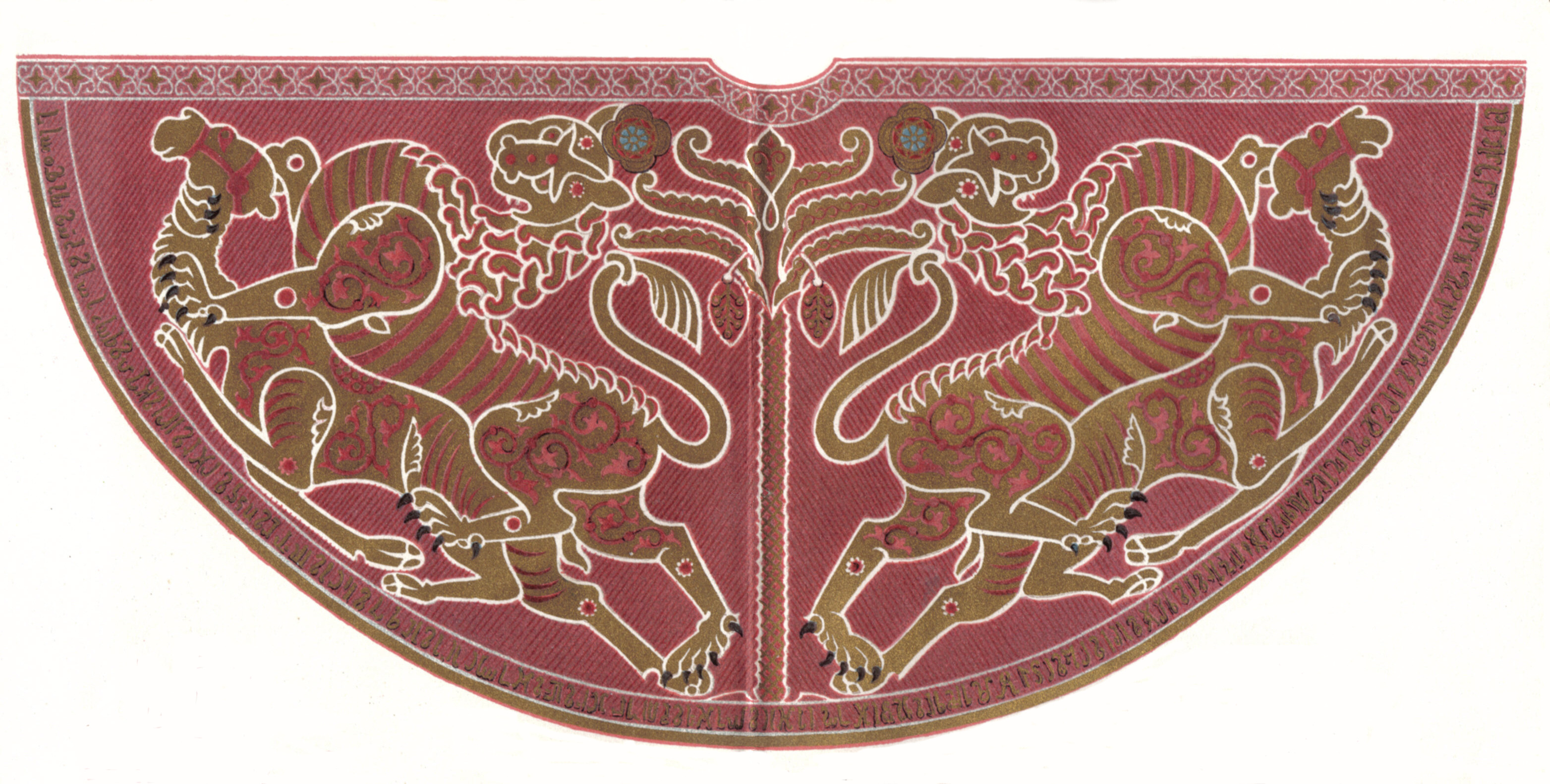
Deze Duitse keizermantel wordt pluviale genoemd.

Op het grensvlak van sacrale en profane kleding vinden we de pluviale of mantel van de keizers van het Heilige Roomse Rijk. Deze bewaard gebleven mantel werd in de 11e eeuw op Sicilië vervaardigd en was waarschijnlijk eerst de koningsmantel van de Siciliaanse koningen. Het gebruik van deze mantel in de kroningsriten kan als een verwijzing naar de status van de vorst als sacrale figuur worden gezien. Een aan de pluviale herinnerend halfrond kledingstuk werd nog tot aan het eind van de 18e eeuw tijdens kroningen gedragen door de Duitse keizers. Ook als ordekleding van ridderorden is een aan de pluviale ontleend kledingstuk in gebruik gebleven.

## Orde van de Kousenband
Ook voortgekomen uit de, niet liturgische, pluviale lijkt de dracht of mantel van de Engelse Orde van de Kousenband te zijn. De kleding van deze orde is sinds 1348 vrijwel onveranderd gebleven. Ook dit is een cirkelvormige mantel met een rode capuchon of rolkaproen die nu ongebruikt op de rechterschouder hangt. De mantel sluit met twee koorden met kwasten en wordt vooral in de kapel van de orde in Windsor maar ook daarbuiten gedragen.    